# Cryptonanus unduaviensis
Cryptonanus unduaviensis är ett däggdjur i familjen pungråttor som förekommer i norra Bolivia. Djuret räknades tidigare som underart till Gracilinanus agilis.
Arten är liksom Cryptonanus ignitus en av de större medlemmarna i släktet. Den har i motsats till Cryptonanus ignitus längre molara tänder (alla molarer tillsammans längre än 5,5 mm) och ingen orange päls på undersidan. Håren på buken är däremot vit, ibland med grå bas. Ovansidan är täckt av gråbrun päls. Liksom hos andra släktmedlemmar är hela kroppslängden (med svans) mindre än 260 mm och svansen är liksom hos Cryptonanus ignitus längre än 110 mm.
Individerna av arten hittades i gräsmarker som tidvis översvämmas. I regionen finns även skog. Alla kända exemplar vistades på marken.
Arten hotas möjligen av utökat jordbruk men djuret är mycket sällsynt. IUCN listar C. unduaviensis med kunskapsbrist (DD).